# Gare de Pierre-Bénite
Gare de Pierre-Bénite vasútállomás Franciaországban, Pierre-Bénite településen.

## Vasútvonalak
Az állomást az alábbi vasútvonalak érintik:
- Moret–Lyon-vasútvonal

## Kapcsolódó állomások
A vasútállomáshoz az alábbi állomások vannak a legközelebb:
- Gare d’Oullins (Lyon-Perrache pályaudvar)